# Élections sénatoriales cambodgiennes de 2018
Les élections sénatoriales cambodgiennes de 2018 se déroulent le 25 février 2018 afin de renouveler au scrutin indirect 58 des 62 membres du Sénat du Cambodge. 
Le Parti du peuple cambodgien, après avoir fait interdire les principaux partis d'opposition, remporte sans surprise le scrutin en décrochant la quasi-totalité des sièges. 

## Mode de scrutin
Le sénat est la chambre haute du parlement bicaméral du Cambodge. Il est composé de 62 sièges pourvus pour six ans, dont 58 au scrutin proportionnel plurinominal indirect par un collège électoral composé des conseillers municipaux. Les sièges sont répartis dans huit circonscriptions plurinominales basées sur les 24 provinces du Cambodge, et pourvus selon la méthode de la plus forte moyenne. Sur les quatre sénateurs restants, deux sont désignés par le roi et deux autres élus par l’Assemblée nationale.
Le nombre de sénateurs élus par les conseillers municipaux évolue en fonction de la population du pays, tout en étant limité au maximum à la moitié du nombre de députés composant l'Assemblée nationale. Il est ainsi passé de 57 à 58 en 2018.

## Résultats
Le parti du peuple remporte la totalité des sièges élus par les conseillers municipaux, tandis que l'assemblée élit 2 sénateurs du Front uni national pour un Cambodge indépendant, neutre, pacifique et coopératif. Le roi nomme quant à lui les princesse royales Norodom Arunrasmy et Oum Somanin
|                          |                                   |                              |                              |                              |        |               |  |  |  |
| Parti                    | Parti                             | Votes                        | %                            | +/–                          | Sièges | +/–           |  |  |  |
|                          | Parti du peuple cambodgien        | 11 202                       | 96,05                        | 18,04                        | 58     | 12            |  |  |  |
|                          | FUNCINPEC                         | 276                          | 2,37                         | N/a                          | 0      | en stagnation |  |  |  |
|                          | Parti national khmer uni          | 182                          | 1,56                         | Nv                           | 0      | en stagnation |  |  |  |
|                          | Parti de la jeunesse cambodgienne | 3                            | 0,03                         | Nv                           | 0      | en stagnation |  |  |  |
|                          | Membres élus par l'assemblée      | Membres élus par l'assemblée | Membres élus par l'assemblée | Membres élus par l'assemblée | 2      | en stagnation |  |  |  |
|                          | Membres nommés par le roi         | Membres nommés par le roi    | Membres nommés par le roi    | Membres nommés par le roi    | 2      | en stagnation |  |  |  |
|                          |                                   |                              |                              |                              |        |               |  |  |  |
| Votes valides            | Votes valides                     | 11 663                       | 99,94                        |                              |        |               |  |  |  |
| Votes blancs et nuls     | Votes blancs et nuls              | 7                            | 0,06                         |                              |        |               |  |  |  |
| Total                    | Total                             | 11 670                       | 100                          | –                            | 62     | 1             |  |  |  |
| Abstention               | Abstention                        | 25                           | 0,21                         |                              |        |               |  |  |  |
| Inscrits / participation | Inscrits / participation          | 11 695                       | 99,79                        |                              |        |               |  |  |  |